# Triciudad
La Triciudad (en polaco: Trójmiasto) es un área urbana localizada en el norte de Polonia formada por tres ciudades principales: Gdansk, Gdynia y Sopot, las cuales están situadas muy juntas en la bahía de Gdańsk.
En el área metropolitana de la Triciudad están también incluidas Wejherowo, Reda, Rumia, Pruszcz Gdański y otros pequeños municipios.
La Triciudad cuenta con más de un millón de habitantes, siendo así el área metropolitana más grande del norte de Polonia y del voivodato de Pomerania.
- Datos: Q732001
- Multimedia: Tricity, Poland / Q732001